# Cimetière des Bulvis
Le cimetière des Bulvis est un cimetière communal appartenant à Suresnes mais se trouvant à Rueil-Malmaison, dans le département des Hauts-de-Seine, en France.

## Situation et accès
Il est situé route de l'Empereur.

## Historique
Après le cimetière Carnot (1810) et le cimetière Voltaire (1892), Suresnes cherche de nouveaux terrains pour inhumer les morts de la commune. Dans les années 1950, un site est donc acquis dans la ville voisine de Rueil-Malmaison, où est créé le cimetière des Bulvis.
Des scènes du tournage du film Le Pari, en 1997, s'y déroulent.
En 2020, un ossuaire est adjoint au cimetière.
En 2023, le cimetière compte 4 128 emplacements.

## Personnalités inhumées
- Pier Angeli (1932-1971), actrice[4] ;
- Henri Crolla (1920-1960), guitariste, inhumé avec son épouse Colette ;
- Laurent Dauthuille (1924-1971), boxeur.
- Pierre Guillaume (1925-2002), militaire.